# Karolinai réce
A karolinai réce vagy kisasszonyréce (Aix sponsa) egy közepes méretű amerikai díszmadár, amely a lúdalakúak (Anseriformes) rendjébe, ezen belül a récefélék (Anatidae) családjába tartozik. A nem másik élő tagja a mandarinréce. Linné még az Anas nembe sorolta, azóta többek között megjárta a Dendrocygna nemet is.
Mai besorolását először Friedrich Boie javasolta 1828-ban, amit Spencer Fullerton Baird megismételt 1858-ban a Smithsonian Intézet madárkatalógusában. Magának a nemnek is változott a besorolása. Először a Cairinini tribusba sorolták nyolc másik nemmel, ma az Anatinibe tartozik. Az Anatinae további felosztása továbbra is viták tárgya, így a fajok és a nemek maguk is sokat változhatnak. A továbbiakban a Janet Kear által 2005-ben kiadott Ducks, Geese and Swans művet veszi alapul a leírás.
Habár a karolinai réce és a mandarinréce közeli rokonok, nem hibridizálódnak, mert kariotípusuk különböző. Más fajokkal sem tud kereszteződni.

## Előfordulása
Észak-Amerika keleti részének és az Amerikai Egyesült Államok nyugati területeinek tavain és mocsaraiban fészkelő faj.
A telet az USA déli részén és Mexikóban tölti. A karibi szigeteken rendszeresen megjelenik a téli időszakban, és néhány madár ott is marad költeni. Kubában már állandó populációja él. Keleten a Nagy-tavak, Manitoba, Új-Brunswick és Dél-Québec határolja.
Észak-Amerikában három populációja különböztethető meg. A nyugati Brit-Kolumbia déli részétől, Északkelet-Montanától Kaliforniáig terjedt el. Egy másik a síkvidéktől egészen az atlanti partokig és a kanadai Albertától a Mexikói-öbölig lelhető fel. A harmadik populáció Közép-Észak-Amerikában High Plainsen költ. Megtalálható a Yellowstone folyó, a Missouri mentén, Wyomingban és Coloradóban.
Korábban Észak-Amerika legelterjedtebb vízimadarai közé tartozott, de a 20. század elejére az intenzív vadászat és élőhelyeinek átalakítása (például a mocsarak lecsapolása és az erdők irtása) miatt jelentősen megritkult. Az 1920-as évektől több helyen engedtek szabadon fogságban született egyedeket; a visszatelepítés eredményeként állományát az 1970-es években már 1,3 millió madárra becsülték.
Részben vonuló. Többnyire éjszaka vonul. Az északi területekről a 35. északi szélességi körtől délre repül telelni. Kis létszámban elérik Mexikó partvidékét is. A déli állomány állandó.

## Terjeszkedése
A szaporító telepekről kiszökött példányok új élőhelyeket hódítottak meg Amerikában. 
A madár egyike a leggyakrabban tartott díszrécéknek, és Európában parkokban félvadon is elég sok él. A karolinai récét sikerült fogságban már több récefélével is keresztezni, egyedül legközelebbi rokonával, a vele egy nembe tartozó mandarinrécével (Aix galericulata) nem sikerült.
Díszes tollazata miatt a 17. században betelepítették Európába. Például a versailles-i királyi udvarban is tartották. Szökött és visszavadult példányokról már a 19. században tudósítottak. Előszeretettel tartják díszmadárként, mert bírja a telet, és könnyen szaporítható. Többnyire nem akadályozzák meg a repülésben, így meg tud szökni, és vadon szaporodni. 1900 után Oskar Heinroth Berlin környékén meghonosította, ahol az 1930-as évekig költött. Ma az efféle kísérleteket kritikusan kezelik. Ma nincs közép-európai állománya, de nincs kizárva, hogy a közeljövőben nem fog újra visszavadulni.

## Élőhelye

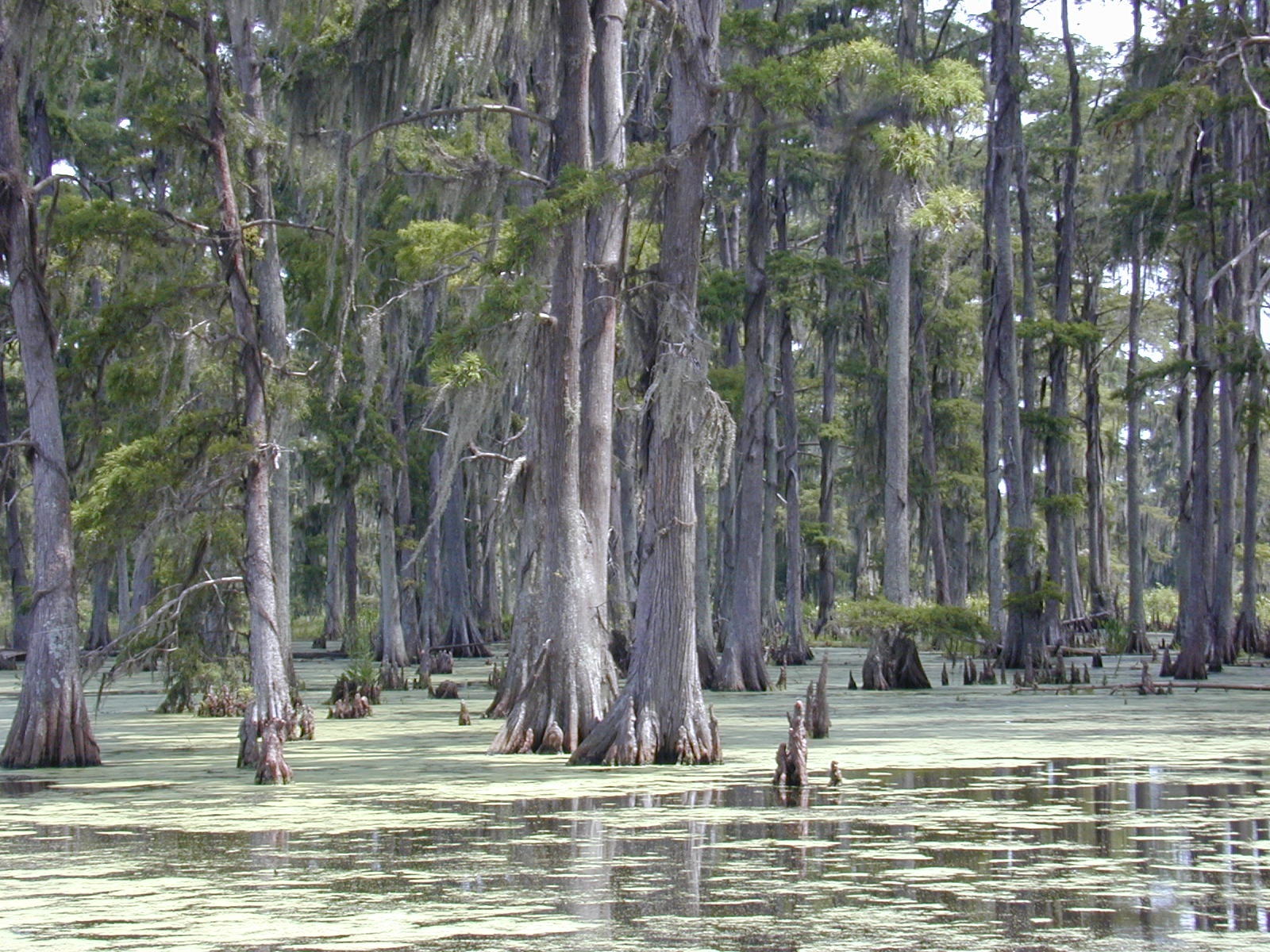
A mocsárcipruserdő a karolinai réce egy jellemző élőhelye

Költőterületei mocsaras erdők, sekély tavak, lassú folyású vizek. Sokszor hódok által felduzzasztott tavakon telepszik meg. A vizek partján lomberdőnek vagy vegyes erdőnek kell lennie. Optimális esetben az átlagos vízmélység 8 és 48 cm közötti, és szélvédett. A víz és a part növényzete sűrű, a part bokrokkal és fákkal van tele. A mocsári cipruserdők esetén gyakran ez a helyzet. A vízfelületet lomberdő árnyékolja be. Ahol hiányoznak a vízben állást eltűrő fák, ott lágyszárú vízinövények is megfelelő védelmet jelentenek. Emellett a területen sok szénhidrátban gazdag gerinctelennek kell élnie, mivel különösen a tojásrakás időszakában a karolinai récének sok állati eredetű táplálékra van szüksége.
A tűlevelű erdők övezetének hideg vizein ritka. A partokról teljesen hiányzik. A parkokban is megtelepszik, ha vannak ott olyan helyek, ahova visszavonulhat az ember elől. A nap nagy részét a fákon tölti. Télen a nyílt vizeken, akár brakkvizeken is megtalálható.
Párban vagy legfeljebb kisebb csoportokban jár, télen azonban nagyobb tömegben gyülekezik, amelynek mérete elérheti az 1000 egyedet. Az efféle csoportosulást a táplálékkínálat váltja ki, ez rendszerint tölgymakkot vagy hikoridiót jelent. A karolinai récét életmódja az erdőkhöz köti, röptében is ügyesen lavíroz a fák között. Nyílt területen ritkán fordul elő.

## Megjelenése

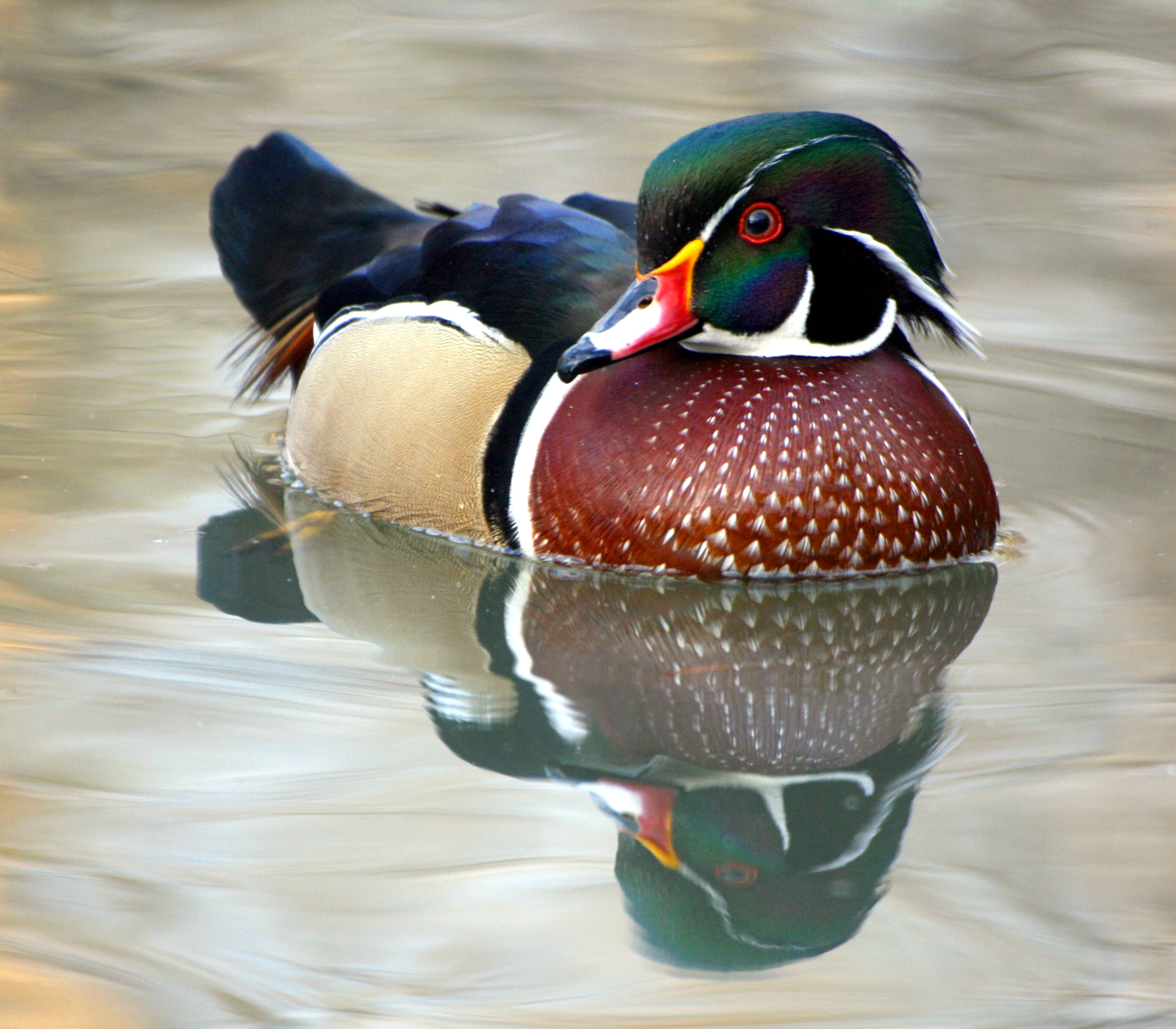
Nászruhás hím

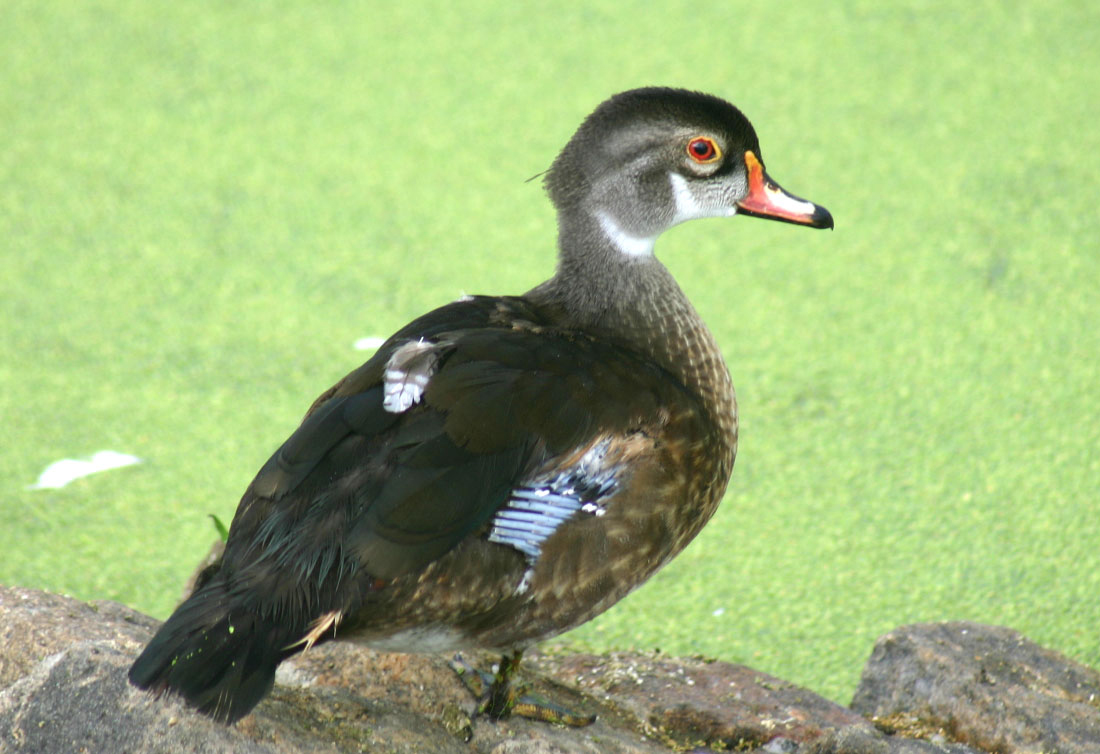
Nyugalmi ruhás gácsér

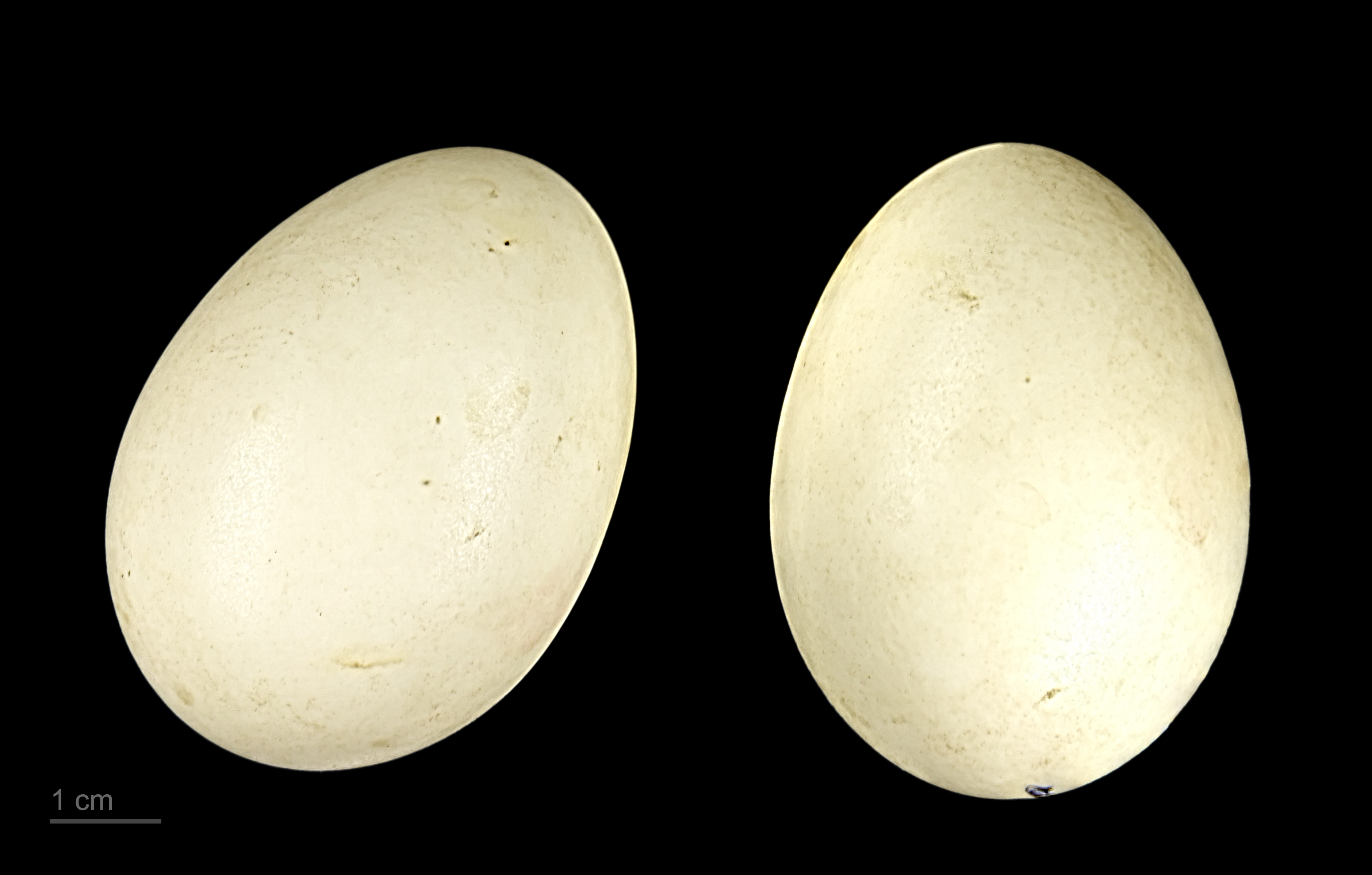
Aix sponsa

A karolinai réce kis termetű, testhossza 47–54 centiméter, a hím 680 grammot, a tojó 640 grammot nyom. Szárnyhossza 21–24 cm. Kisebb, mint a tőkés réce, és körülbelül akkora, mint a bóbitás bukó. Mindkét faj a kontyos feketeharkály által kivájt üregekben költ. A három faj elterjedési területe is megegyezik.
Nyaka rövid, farka hosszú. Szeme vörös, és átlagban 12,3 mm-es átmérőjével a legnagyobb a vízimadarak között. Farka is szokatlanul hosszú, csak a nyílfarkú réce farka hosszabb az Anatini fajok között.

### A gácsér
A gácsér nászruhája feltűnő és tarka. Fejtollai fémfényűek, és zölden és lilán fénylenek. Tarkóját feltűnő, igen színes tollbóbita ékíti, aminek szélein két fehér csík húzódik. A felső a csőr alapjától kiindulva félkörívben a nyakig húzódik. A szalag torkán és állán is U alakú. Háta sötét zöldesbarna. Szárnya kéken, zölden, feketén fénylik, és kék szárnytükröt mutat. Kézevezőinek csúcsa fehér. Faroktollai fémes zöldek. Felső faroktollai aranybarnán csíkozottak. Melle gesztenyevörös, és kis, háromszögletes, fehér vagy krémszínű foltok tarkítják. Oldalt fehér és fekete szalagok határolják. Oldala aranybarna, nagyon finom fekete csíkozással. Hasa kék, zöld és bíborszínű. Csőrének felső része túlnyomórészt skarlátvörös, a töve narancssárga, hegyén és az orrlyukak közt fekete csík fut. Az alsó káva sötét. Az orrlyukak a csőr tövéhez közelebbi harmadán nyílnak. Lábának színe a sötétsárga és a feketésbarna között változik. Szemgyűrűje és írisze élénk vöröses narancssárga.
A gácsérok díszruhájukat nyár végétől a következő év nyarának elejéig viselik. A vedlés a kis tollak cseréjével kezdődik, majd két-három hét múlva a szárnytollak is kihullnak. Szeptembertől a gácsér újra a nászruhájában pompázik.
Nyári nyugalmi ruhája a tojóéhoz hasonló, azonban torkán és állán fehér területek láthatók. Szemgyűrűje és csőrének színe változatlan. Ezek alapján továbbra is megkülönböztethető a tojótól, és a mandarinkacsa tojójától is megkülönböztethető.

### A tojó

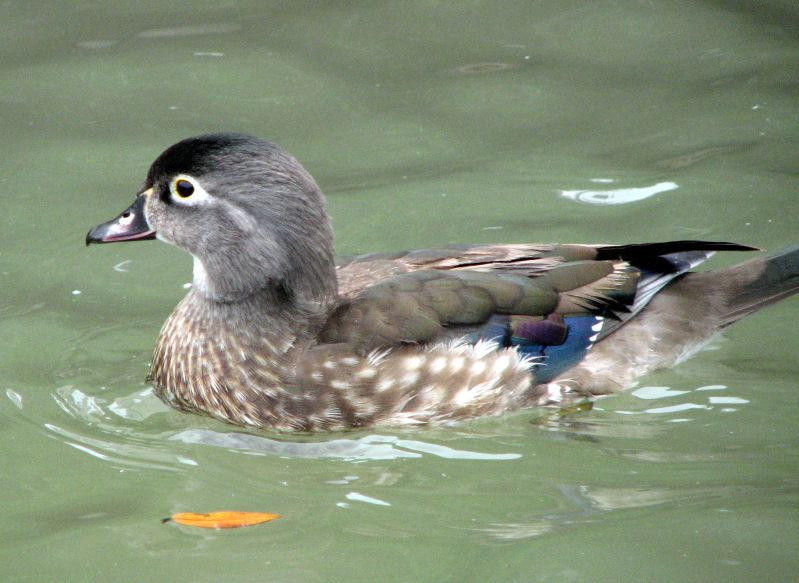
Tojó

A tojó feje szürke, melle és oldala apró foltos barnásszürke. A szaporodási időszakban nyaktollai hosszabbra cserélődnek. Háta gyengén zölden és lilán fénylik. Álla és torka fehér. 
A mandarinréce nőstényeitől főleg a szeme körüli fehér (gyakran kékes árnyalatú) gyűrűről különböztethető meg, ami elkeskenyedve hátrafelé húzódik. A tojó bóbitája kisebb, a csőre fekete. Szárnyának színe a gácséréhoz hasonlít, de a színek kevésbé kifejezettek. A kézevezők végét csepp alakú fehér foltok tarkítják, amelyek nagyobbak, mint a gácséron. Farka bronzbarna. Lába sötétebb, mint a gácséré. Írisze sötétbarna.
A gácsérokhoz hasonlóan a tojók is évente kétszer vedlik a kis tollakat, és egyszer a szárnytollakat. Náluk a teljes vedlés egy hónappal megelőzi a gácsérokét. Ezalatt egy rövid időre mindkét nem tagjai röpképtelenekké válnak. A szaporodó tojóknál ez egybeesik a fiókanevelés időszakával. Az ő nyugalmi és nászruhája között csak a nyaktollak hossza és a szemgyűrű mérete jelenti a különbséget.

### A fióka

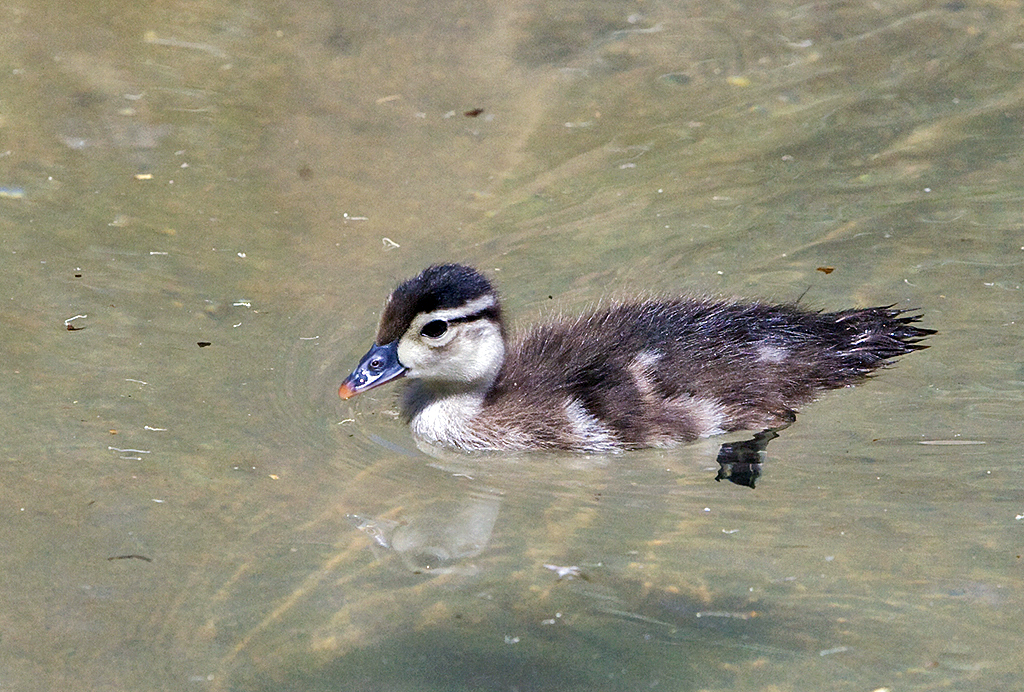
és egy fióka

A fióka fejteteje és háta olajbarna. Arca, torka és hasa szürkéssárga. Szemétől nyaka hátsó oldaláig olajbarna csík húzódik. Szárnyát és farkát apró sápadt barnássárga foltok tarkítják. Farka fekete és szélesen tagolt. Homloka sötét. Szeme feltűnően nagy. Farka és karmai segítenek neki elhagyni a költőüreget.
Hét-kilenc hetes koruktól tollazatuk már a felnőttekéhez hasonló. Színezetük a tojóéra hasonlít. További három hét múlva már a felnőttkori nyári tollruhát viselik, a nemükre jellemző fejmintával. Csőrük, szemük és lábuk is ekkor nyeri el végleges színét. A fiatal tojókat oldalmintázatuk és szürke csőrük különbözteti meg a kifejlett egyedektől.

### Megkülönböztetése más fajoktól
A tojó tollazata hasonlít a mandarinréce tojójáéhoz. Ezeknek az oldalán azonban nagyobb, kerek, világos foltok láthatók, és a szemgyűrűjük keskenyebb. A karolinai récék nagyobbak, és alapszínük sötétebb. A mandarinrécék hátáról hiányzik a fémfény. Fejük inkább szürke, míg a karolinai réce feje inkább zöldes. A mandarinréce farokrésze rövidebb.
A karolinai réce fiókái is hasonlítanak a mandarinrécére, azonban jelentősen nagyobbak. Színeik mattabbak és sápadtabbak, mint a mandarinrécéi.

## Hangja
A karolinai récék hallgatagok. A gácsértól vékony, emelkedő dzsii-ii hallható. A násztánc alatt gurgulázó pfic hangokat ad ki. A tojó repertoárja gazdagabb. Magas, ismétlődő vrit hangon hívja társait. Hangjai közé tartozik egy brekegő, hosszan kitartott ú-iik. Fiókáit gurgulázó kú kú kú hangokkal hívja. A fiókák már kikelésük előtt és a kelés utáni órákban megtanulják ezt a hangot. Anyjuk ezekkel a hangokkal csalogatja elő őket a fészekodúból, és ezekkel a hangokkal biztatja őket, hogy a földre ugorjanak. A fókák hangja magas több szótagú kiáltás. A magukat fenyegetve érző fiókák gyors ti-ti-ti-ti-t hallatnak. Három hónapos koruktól már a felnőttkori hangokat használják.
A nem a hangképző szervekkel keltett hangjai közé tartozik egy fütyülő repülőzaj.

## Életmódja

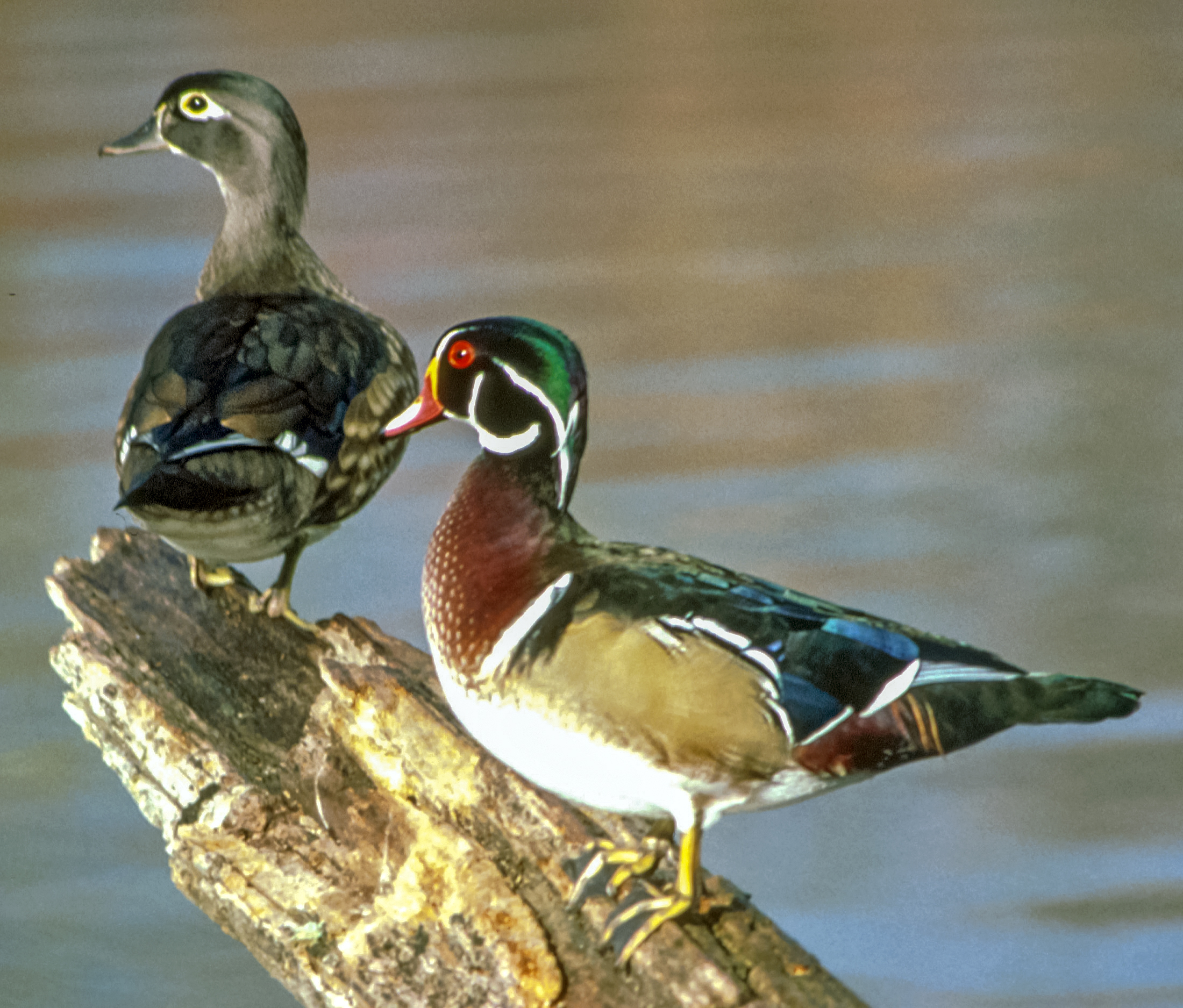
Napjuk nagy részét fán töltik

Álló- és folyóvizek mentén él; leginkább erdős területeken.
Tápláléka javarészt növényi: a vízről vízinövényeket és magvakat szedeget fel. A tojó a költési időszakban igen sok állati eredetű táplálékot (rovarokat, csigákat, halivadékokat, rákokat stb.) is fogyaszt. A művelés alatt álló területeken is keresgél. Alapvetően mindenevő, de alkalmazkodik a kínálathoz. Az állati táplálék a fiókanevelésben is fontos.
A táplálkozásban alapvető a tölgymakk. Emellett a bükk, a valódi mocsárciprus, a magyal terméseit is fogyasztják, és a bogyós gyümölcsöket is megeszik. Egyes vidékeken a rizs eléri a tölgymakk jelentőségét.
A fiókák héthetes korukig szinte kizárólag állatokon élnek. Zsákmányuk közé tartoznak a kérész, a szitakötő, és a szúnyogok lárvái. Többnyire a víz felszínéről szedik fel őket. A kifejlett karolinai récék bogarakat, hangyákat, pókokat, tücsköket, szöcskéket, legyeket is fognak. A kisebb halak sincsenek tőlük biztonságban.
Csoportokban élő, társas madár. A párválasztás után a csoportok felbomlanak, majd a felcseperedett fiókákkal újraszerveződnek.

## Szaporodása

### Udvarlás, párba állás
Az ivarérettséget egyéves korában éri el. Monogám madarak, de a párba állás csak egy szaporodási időszakra szól. Az udvarlás már a tulajdonképpeni párzási időszak előtt hét hónappal megkezdődik, így még a téli szálláshelyekre való indulást is megelőzi. Már ebben az időszakban párzanak is, hogy megerősítsék a párkapcsolatot.
Az udvarlást a tojók kezdeményezik. A még párba nem állt gácsérok figyelik a tojó hívását, és csoportokba gyűlnek körülötte. Az udvarlási gesztusaik nagyon gazdagok. A leggyakoribb a pár fej- és nyaktollainak rágcsálása. A gácsér gesztusai közé tartozik a fej látványos elfordítása, fejrázás, nyaknyújtogatás, a csőr vízbe merítése, a szárnyak rituális tisztogatása, és a felsőtest függőleges felfelé nyújtása. Így reagál a tojóra, aki enyhén oldalra úszik, és farktollait kiterjeszti a gácsér felé. Ha erre az elfordítja a fejét, akkor a párkapcsolat létrejött. Az időszak elején azonban a párok csak percekre vagy órákra maradnak együtt. A kapcsolat az ősz és a kora tél folyamán érik be; ebben az időszakban a párzások segítenek megszilárdítani. Magát a párzást a víz alatt végzik. Néha több gácsér is követi a tojót a levegőben, de ez ritka.

### Ragaszkodás a költőterülethez
A gyűrűzéses és a mesterséges fészekodús vizsgálatok szerint a tojók sokszor visszatérnek arra a területre, ahol felnőttek, vagy ahol sikeresen felnevelték az előző évi fészekaljat. Ebben az utóbbi esetben többnyire az előző évi odúba rakják tojásaikat. Ha viszont az előző évi fészekalj elveszett, a tojó egy másik üreget választott. A gácsérok jóval ritkábban tértek vissza. A különböző helyeken végzett megfigyelések szerint az előző évi területen a gácsérok 9–15,8%-a volt megtalálható, míg a tojók 48–58%-a tért vissza. Ennek az az oka, hogy a még a költőterületen kialakult párok gyakran felbomlanak, és a gácsérok követik párjukat a költőterületekre. A párba nem állt gácsérok visszatérnek oda, ahol felnőttek.
A gácsér a költés végéig párja mellett marad; ez szokatlannak számít a récék között.
Februártól májusig költ. A gácsér nem vesz részt sem a költésben, sem az utódok nevelésében. Szerepe az őrködésre korlátozódik. Védik a tojót és a fészekaljat a ragadozókkal és a más gácsérok által kikényszerített párzással szemben. A költő tojót is védi a zaklatástól. Ez csökkenti a fészekalj elhagyásának valószínűségét. A fiókák fészekhagyók, azonnal követik anyjukat a vízbe.

### A költőüreg

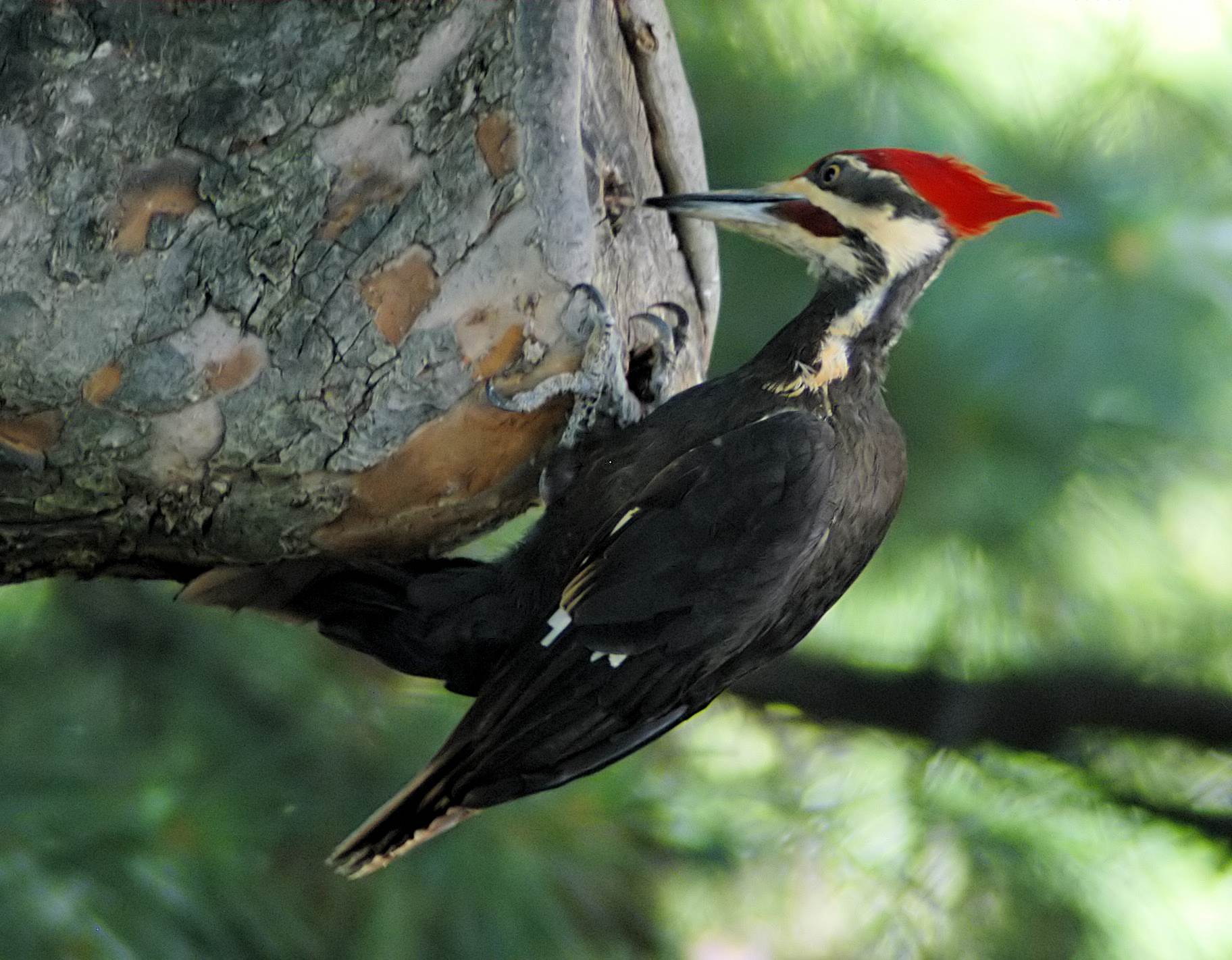
Kontyos feketeharkály. A karolinai récék gyakran e harkályfaj elhagyott üregeiben költenek

A karolinai récék üregben költenek a víz közelében álló fákon. Ha itt nem találnak helyet, akkor készségesen elfoglalják a fészekodúkat is.
Habár sok fafaj fordul elő a költőterületükön, leginkább keményfákat választanak. Kedvenc fáik északon az ezüstjuhar, a vörös juhar és a cukorjuhar, az amerikai szil, a vörös szil, az amerikai rezgő nyár, a nagyfogú nyár, az amerikai kőris, az amerikai hárs, a vörös tölgy, a fekete dió és a fekete fűzfa. Észak-Amerika középső részén kedvelik a vörös juhar és a cukorjuhar mellett a nyugati platánt, az amerikai bükköt és a festő tölgyet. Délen a Tupelo fajok, az amerikai platán és a fekete fűzfa mellett kedvelik a mocsárciprust, az amerikai bükköt, a fekete tölgyet, és a kétszínű tölgyet. Az üregek többféleképpen is létrejöhetnek, széldöntés, elhalt ágak letörése vagy villámcsapás következtében, a karolinai réce viszont gyakran a kontyos feketeharkály elhagyott üregeiben költ. Ennek a harkályfajnak különböző fontosságot tulajdonítanak a karolinai réce szempontjából, azonban amikor a harkály populációja nőtt, akkor az a karolinai réce gyarapodását is segítette.
A költőüreget a tojó választja, a gácsér csak elkíséri. A tojó a víz közvetlen közelében levő odúk közül válogat, ahol az odú magassága legalább 9 méter. Hogyha nem talál ilyet, akkor a tojó alacsonyabb odúban is fészkel, így az odúk átlagos magassága 7,6 méter.

### Tojásrakás
A tojásrakás megkezdése az élőhelytől függ. Délen már februárban, középen március-áprilisban kezd tojást rakni. Az utolsó tojást még északon is lerakja június vége előtt.
A tojó napi egy tojást rak, és a fészekodú alján talált anyagokkal takarja a már lerakott tojásokat. Ez többnyire korhadt fa, fű és levél, ami például mókusok után maradt. A takarás védi a tojásokat a hőingadozástól és a ragadozóktól. A tojó később a saját pehelytollaival egészíti ki a takarást. Egy fészekalja 6–15 krémszínű tojás. Egy tojás mérete 5 x 4 cm, és a teljes fészekalj átlagos mérete 12,2. 28–30 napig kotlik. Ha a fészekalj elveszett, akkor egy másik odúban pótköltést kezd. Naponta kétszer másfél órára hagyja ott a fészekaljat. Napi súlyvesztesége 0,68 gramm. A legtöbb helyen évente egy fészekaljat nevel, de a legdélebbi területeken előfordul, hogy egy második fészekaljat is felnevelnek. Alkalmanként több tojó is egy fészeküregbe tojik; ezeket a fészekaljakat is rendben kiköltik és felnevelik. Az eredményesség nem sokkal rosszabb, mint az egy anyától származó fészekaljak esetén. A piroscsőrű fütyülőlúd és a bóbitás bukó fészkébe is rak tojásokat.

### A fiókák felnevelése
A fiókák hat óra alatt kelnek ki. Kikelés előtt és alatt csipognak, így majdnem egyszerre kelnek ki. A 25 grammal kikelt fókák al első két órában még gyámoltalanok, de miután megszáradtak a pehelytollaik, nagyon felélénkülnek, és az odú bejáratához másznak. Egy napos korukban anyjuk hívására sorra kiugrálnak. Az anya legfeljebb egy órán keresztül hívogatja őket, akik habozás és félelem nélkül a mélybe ugranak. Kimutatták, hogy az odúban költő récefajok fiókái a földön fészkelő fajokkal ellentétben nem félnek a mélységtől. A félelem csak az első két hétben alakul ki. Ugrás közben kinyújtják lábukat, és csapkodnak a szárnyukkal. Frank Bellrose és Daniel Holm megfigyelte, hogy még 15 méter magasból is sértetlenül érkeznek a földre. Amelyik fióka nem ugrik le, azt sorsára hagyják, még akkor is, ha hallják a csipogását.
Az anya a fészekaljat a legközelebbi vízfelülethez vezeti, ugyanis ott találhatnak maguknak táplálékot. Ez az út akár 1,6 kilométer hosszú is lehet. Addig a fiókák a tápanyagraktáraikat élik fel. Becslések szerint a tőkés réce fiókái 48 órán át bírják evés nélkül. A karolinai réce fiókáiról nincsenek adatok. Vándorlás közben sok fióka elhullik; minél hosszabb az út, annál nagyobb a veszteség. Az anya gondoskodik arról, hogy takarásban legyenek; a nyílt felületeken gyorsan átúsznak. A ragadozókat az anya maga után csalja. A család a többi rokon fajhoz képest korán feloszlik. 35 napos koruktól a fiókák már nem vagy csak késlekedve válaszolnak anyjuk hívására. Rendszerint a fiókák hagyják el anyjukat, és nem az anya a fiókáit. Ha alkalmas vizet találtak, akkor az elárvult fiókák túlélése nem rosszabb, mint akiket az anyjuk vezet.
A fiókák gyorsan nőnek. A kikeléskori 25 grammról 45 nap alatt 400 grammot érnek el. 70 napos korukban a fiatalok már röpképesek, és még abban az évben ivaréretté is válnak.

## Halálozási okok

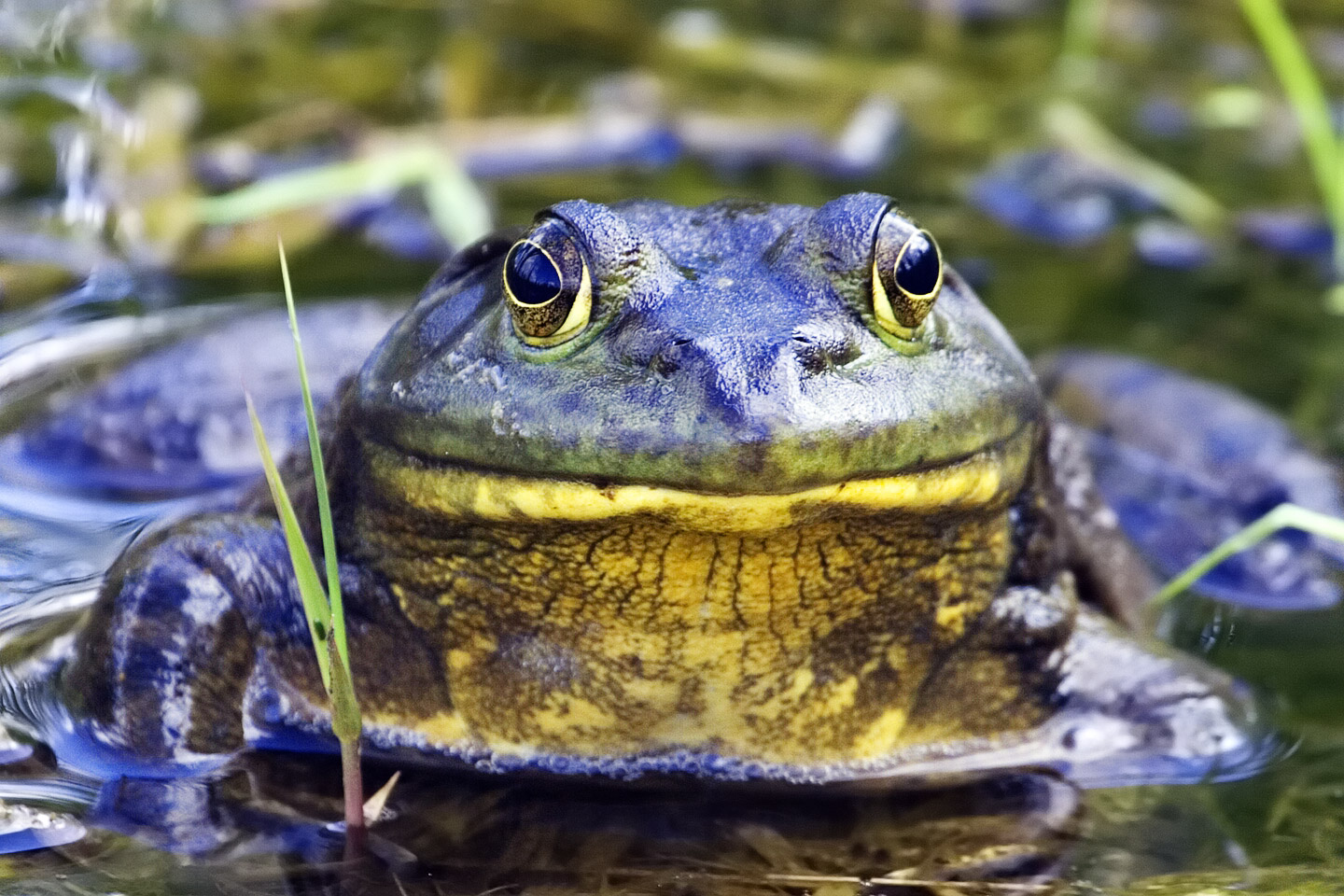
Ökörbéka. Ez a nagyra növő békafaj többek között a karolinai réce fiókáit is elfogyasztja

A karolinai réce tojásait többek között kígyók, mókusok, harkályok, rókák, és az amerikai nyérc fogyasztja. Ezeknek a jelentősége változó, de a mosómedve mindenütt nagy fészekrabló. A fészekaljak 62%-a kel ki. A fiókákra sok ragadozó vadászik, például az aligátorteknős, az ökörbéka, a pisztrángsügér, a mississippi aligátor, az amerikai uhu, a vörösvállú ölyv, a rőtfarkú ölyv, a circus hudsonius, és a bakcsó. Ezeken kívül még ragadozó emlősök is vadásznak rájuk, például rókák és mosómedvék, de az emberi települések közelében a kutyák és a macskák is elfogyasztják őket. A kikelt karolinai récék 41–65 százaléka éri meg a repülőképes kort. Legtöbbjük az első két héten veszti életét.
Az ivarérettséget elért karolinai récék fele éri meg a következő évet. A gácsérok halálozási aránya alacsonyabb, mint a tojóké. A fiókanevelés alatt az anyák nagyobb veszélynek vannak kitéve, mint egyébként. Főként rókák, mosómedvék, keleti szürkemókusok, észak-amerikai kutyakígyók vadásznak rájuk.
Halálozási arányukat növeli, hogy a tojásrakás idején megpróbálnak tojást csempészni egymás odújába. Ezekben a küzdelmekben gyakoriak a fejsérülések, amelyek sokszor halálosak. A faj tagjai szokatlanul agresszívak egymással szemben. Mivel a sérülések és a halálozások száma a költéssűrűségtől függ, ezért Frank Bellrose és David Holm állományszabályozó szerepet tulajdonít ennek a viselkedésnek.

## Állománya
A 19. század előttről nincsenek pontos adatok, de a 18. és a 19. századi leírások szerint sok volt belőle. Mivel akkoriban még több vizes élőhely volt, és a vizek partján háborítatlan erdőségek, ezért feltételezhető, hogy akkoriban nagyobb számban fordultak elő, mint ma. Főként a fás mocsarak tűntek el, amelyeket az európai telepesek lecsapoltak, és a fákat kiirtották. Becslések szerint a különböző államok fás mocsarainak ekkora része tűnt el: Texas 75%, Michigan 71%, Ohio, Indiana, Illinois és Louisiana 50%.
A 20. század elején az állomány mérete a mélypontra süllyedt, azóta viszont szépen gyarapodott. Ezt a hódok létszámának növekedése támogatta, aminek egy része a célzott visszatelepítésnek és a mesterséges üregeknek köszönhető. A nagy síkságon már újra vannak megfelelő korú fák, így visszatelepült a kontyos feketeharkály, és évről évre új üreget váj magának. Az elhagyott odúkat más állatok, köztük a karolinai récék foglalják el.
Ma a karolinai réce Észak-Amerika leggyakoribb üregben költő récefaja. 2002-ben egyedszámát keleten 2,8 millióra, középen 665 100-ra, és nyugaton 66 000-re becsülték. Létszáma leggyorsabban keleten gyarapodik.

## Állatkertekben
Magyarországon a Nagyerdei Kultúrparkban is él egy példánya, a győri Xantus János Állatkertben pedig egy költőpár.[forrás?]

## Kapcsolata az emberrel

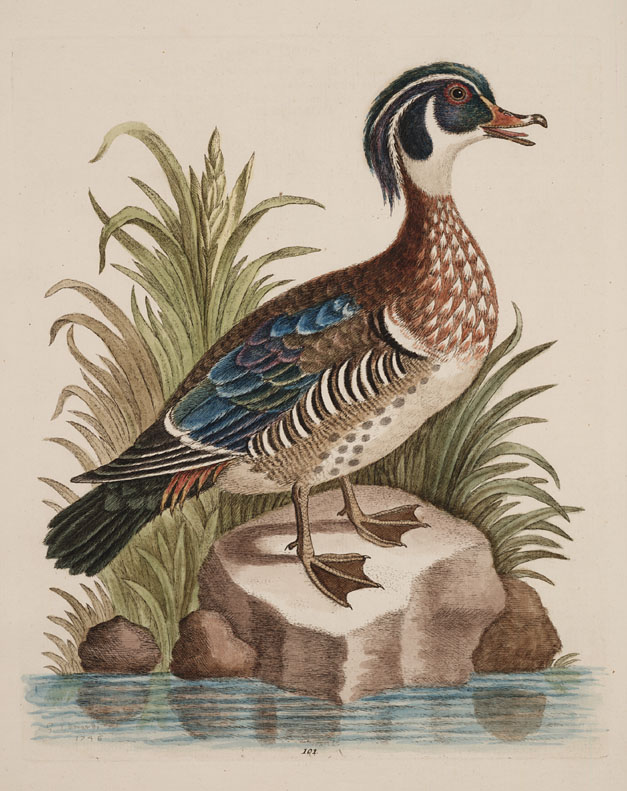
George Edwards: The summer duck of Catesby – Illusztráció a A natural history of birds könyvhöz, II. kötet, 1747.

Az indiánok kedvelték a karolinai récét. Erre utalnak azok az agyagedények, amelyeket a karolinai réce fejével díszítettek. A békepipákon is találkozhatunk ábrázolásaival. A nacsez indiánok egyik ünnepe is kapcsolódott ehhez a fajhoz. A cahokia-kultúrában élelemforrásként szolgált: 45 csont utal a karolinai réce fogyasztására, de más récefélék fontosabbak voltak. 480 csont származott a tőkés récétől, 199 a csörgőrécétől, 78 a kékszárnyú récétől, 426 más récefajoktól és 453 csontmaradvány ludaktól és hattyúktól.
Ezt a különösen díszes tollazatú fajt előszeretettel tartják díszmadárnak. Európába a 17. században hozták be, és közkedvelt lett a főnemesi udvarokban – így például tartották Versailles-ban is. Már 1663-ban lerakatok nyíltak, ahol ezt a madarat árulták. A kutatóutak rendszeresen beszámoltak róla, és rajzokon is megörökítették. A kutatók közé tartozott John Lawson, Mark Catesby, George Edwards, John James Audubon, John és William Bartram is.
A lőfegyverek fejlődésével egyre többet vadászták a fajt, ami hozzájárult az állomány hanyatlásához. A 20. század elején már a kihalástól féltették. A visszatelepítések 1920-ban kezdődtek. 1916 és 1941 között erősen korlátozták a vadászatát, és fészekodúkat helyeztek ki számára, amit a faj tagjai ki is használtak. Az 1970-es évekre az állomány 1,3 millió egyedre rúgott, de még ez is messze elmarad az európaiak érkezése előtti állapotoktól. Viszont ma újra benépesíti azokat a területeket, ahol egykor megtalálható volt.

## Képek

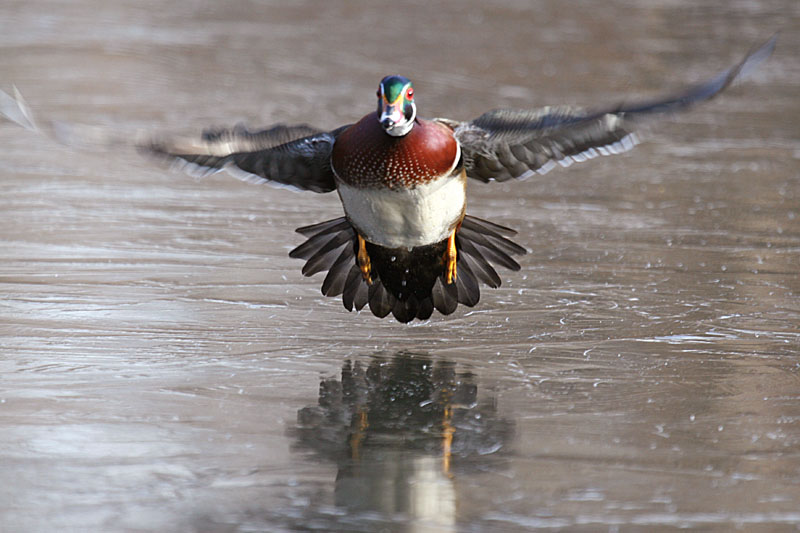
A levegőben
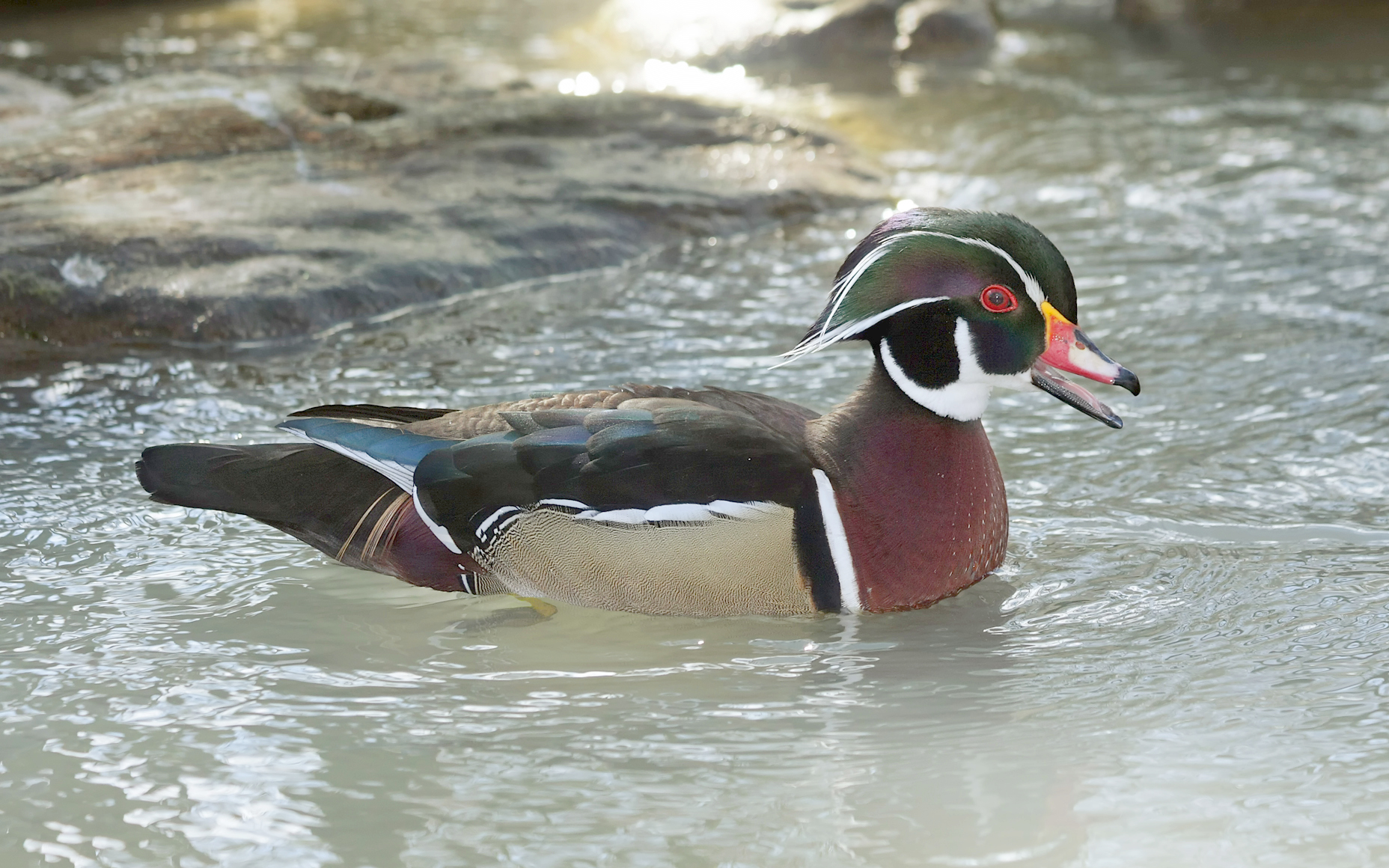
Nászruhás hím oldalról
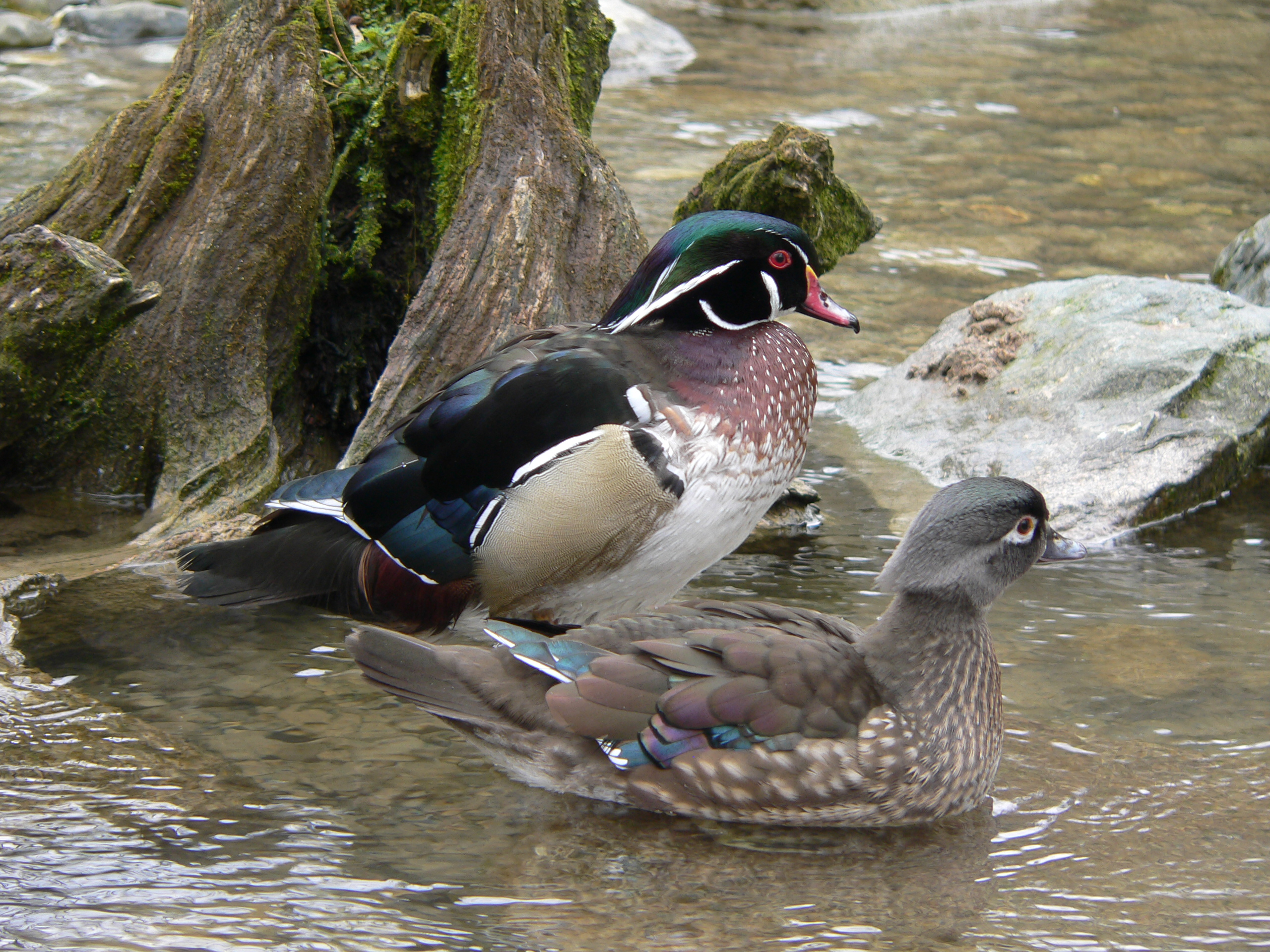
Hím és tojó

## Fordítás
- Ez a szócikk részben vagy egészben  a   Brautente című német Wikipédia-szócikk fordításán alapul.  Az eredeti cikk szerkesztőit annak laptörténete sorolja fel. Ez a jelzés csupán a megfogalmazás eredetét és a szerzői jogokat jelzi, nem szolgál a cikkben szereplő információk forrásmegjelöléseként.